# Clivage (chimie)
Le clivage d'une liaison chimique ou sa scission ou sa dissociation ou encore sa rupture est l'ouverture de cette liaison. Le clivage d'une liaison est une réaction endothermique.

## Enchimie
En général, un clivage de liaison est soit homolytique (homolyse), soit hétérolytique (hétérolyse), ce qui dépend de la nature du processus :

Clivage homolytique.

Clivage hétérolytique.

- en clivage homolytique, les deux électrons dans la liaison covalente clivée sont divisés à parts égales entre les atomes. Ce procédé est également appelé fission homolytique ;
- en clivage hétérolytique, la liaison rompt de telle façon que la paire d'électrons initialement partagée reste avec l'un des atomes. Ce procédé est également appelé fission hétérolytique.

Le terme « énergie de dissociation de liaison » fait référence à la quantité d'énergie nécessaire pour cliver la liaison.

## Enbiochimie
Le clivage est ici un processus de décomposition de grosses molécules (en scindant leurs liaisons intramoléculaires) ; c'est la base du catabolisme. 
Les enzymes qui catalysent ce clivage de liaison sont appelées lyases, à moins qu'elles n'opèrent par hydrolyse ou oxydation/réduction, auquel cas elles sont appelées hydrolases ou oxydoréductases, respectivement.